# 1915 en arts plastiques
| Années des arts plastiques : 1912 - 1913 - 1914 - 1915 - 1916 - 1917 - 1918    |
| Décennies des arts plastiques : 1880 - 1890 - 1900 - 1910 - 1920 - 1930 - 1940 |

Cette page concerne l'année 1915 en arts plastiques.

## Événements
- 2 mars-4 décembre : Exposition universelle de San Francisco. Inauguration du Palace of Fine Arts.
- Mars : Exposition Tramway V à Petrograd en Russie.
- 19 décembre : Exposition 0.10 (« Dernière exposition futuriste de tableaux 0,10 (zéro-dix) »), dans la galerie d'art Dobychina, à Saint-Pétersbourg, présentant les premières œuvres du suprématisme instauré par Kasimir Malevitch.

## Œuvres
- Portrait de Lena Milius par Theo van Doesburg,
- Carré noir sur fond blanc de Kasimir Malevitch,
- L'Enfant gras, Portrait de Celso Lagar, Madame Pompadour et Portrait de Beatrice Hastings devant une porte d'Amedeo Modigliani,
- Feuillage d'automne et Dans le Nord de Tom Thomson.

## Naissances
- 1er janvier : Marcel Cramoysan, peintre français de l'École de Rouen († 26 avril 2007),
- 27 janvier :
  - Pierre Boudet, peintre et lithographe français († 3 mars 2011),
  - Jacques Hnizdovsky, peintre, graveur, sculpteur, dessinateur d’ex-libris et illustrateur austro-hongrois puis américain († 8 novembre 1985),
- 2 février : Witold Januszewski, peintre et illustrateur polonais devenu français († 1981),
- 3 février : Jacques Boussard, peintre figuratif français († 10 novembre 1989),
- 26 février : Raúl Anguiano, muraliste et graveur mexicain († 13 janvier 2006),
- 9 mars : Alexandre Istrati, peintre roumain naturalisé français († 28 octobre 1991),
- 12 mars : Alberto Burri, plasticien, peintre et sculpteur italien († 13 février 1995),
- 15 mars : Barbara, peintre italienne du futurisme († 10 janvier 2002),
- 4 avril : Mathias Goeritz, architecte, peintre, écrivain et sculpteur germano-mexicain († 4 août 1990),
- 5 avril : Evelyn Marc, peintre française († 16 juillet 1992),
- 8 avril : Yvonne Guégan, peintre et sculptrice française († 14 mars 2005),
- 14 avril : Philippe Marie Picard, peintre français († 1er janvier 1997),
- 20 avril : Tova Berlinski, peintre israélienne d'origine polonaise († 16 janvier 2022),
- 10 mai : Walter Mafli, peintre et dessinateur suisse († 11 décembre 2017),
- 31 mai : Bernard Schultze, peintre allemand († 14 avril 2005),
- 17 juin : Gunther Gerzso, peintre mexicain († 21 avril 2000),
- 21 juin : Chittaprosad Bhattacharya, graveur indien († 13 novembre 1978),
- 4 juillet : Jean Jégoudez, peintre français († 5 mars 2007),
- 27 juillet : Willem Hofhuizen, peintre et sculpteur expressionniste néerlandais († 23 décembre 1986),
- 13 août : Vassili Sokolov, peintre soviétique puis russe († 2013),
- 14 août : Mary Fedden, peintre et professeure d'art britannique († 22 juin 2012),
- 24 août : Adam Saulnier, journaliste et peintre français († 3 octobre 1991),
- 6 septembre : Jean-Baptiste Muratore, peintre français († 1er avril 1977),
- 17 septembre : Maqbool Fida Husain, peintre, cinéaste, réalisateur, producteur et scénariste indien († 9 juin 2011),
- 8 octobre : Pablo Palazuelo, peintre, sculpteur et graveur espagnol († 3 octobre 2007),
- 13 octobre : Ricco Wassmer, peintre suisse († 27 mars 1972),
- 17 octobre : Andrée Pollier, peintre française († 10 avril 2009),
- 23 octobre : Salvatore Fiume, peintre, sculpteur, architecte, écrivain et créateur de scène italien († 3 juin 1997),
- 18 novembre : René Margotton, illustrateur et peintre français († 22 décembre 2009),
- 23 novembre : Jean Neuberth, peintre français († 16 mars 1996),
- 25 novembre : Claude Mallmann, peintre, illustrateur et graveur français († 28 juillet 1981),
- 20 décembre : Natalia Dumitresco, peintre d'origine roumaine naturalisée française († 3 juillet 1997).
- ? : Imoto Atsushi, artiste sculpteur japonais

## Décès
- 1er janvier : Francis Tattegrain, peintre français (° 11 octobre 1852),
- 4 janvier : Anton von Werner, peintre prussien (° 9 mai 1843),
- 5 janvier : Pierre Gourdault, peintre français (° 18 mai 1880),
- 7 janvier : Georges Mathey, peintre et sculpteur français (° 15 mai 1887),
- 9 janvier : Gotthardt Kuehl, peintre allemand (° 28 novembre 1850),
- 24 janvier : Carl Haag, peintre allemand (° 20 avril 1820),
- 25 janvier :  Philippe Zacharie, peintre français (° 23 avril 1849),
- 2 février : Michel Abonnel, peintre français (° 15 janvier 1881),
- 6 février : Théophile Poilpot, peintre français (° 20 mars 1848),
- 11 février : Gustave Navlet, sculpteur français (° 25 avril 1832),
- 16 février : Alfred Kowalski, peintre polonais (° 11 octobre 1849),
- 27 février : Fritz Reiss, peintre, lithographe et illustrateur allemand († 18 mars 1857),
- 28 février :  Francesco Lojacono, peintre paysagiste italien (° 16 mai 1838),
- 5 mars : Henri Doucet, dessinateur et peintre français (° 16 décembre 1883),
- 14 mars : Guido Sigriste, peintre suisse (° 10 avril 1864),
- ? mars : Louis-Adolphe Tessier, peintre français (° 26 août 1858),
- 3 avril :
  - Paul-Armand Girardet, peintre et graveur français (° 20 mai 1859),
  - Nadežda Petrović, peintre serbe (° 12 octobre 1873),
- 9 avril : Pierre Dupuis, peintre français (° 9 juillet 1833),
- 15 avril : Leopoldo Burlando, peintre italien (° 13 juillet 1841),
- 17 avril : William Lee, peintre et potier français (° 31 octobre 1860),
- 29 avril : Salvador Viniegra, peintre d'histoire et mécène espagnol (° 23 novembre 1862),
- 11 mai : Louis Cartier-Bresson, peintre français (° 5 octobre 1882),
- 15 mai :
  - Jules-René Bouffanais, peintre et graveur français (° 4 janvier 1885),
  - Charles Heyman, peintre aquarelliste et graveur aquafortiste français (° 9 août 1881),
- 21 mai : Max Buri, peintre suisse (° 24 juillet 1868),
- 12 juin : Józef Brandt, peintre polonais (° 11 février 1841),
- 15 juin : Eugène Jansson, peintre suédois (° 18 mars 1862),
- 16 juin : Louis Jollivet, peintre décorateur et céramiste français (° 16 mai 1876),
- 20 juin : Rémy Duhem, peintre et avocat français (° 1er octobre 1891),
- 5 juillet : Paul Descelles, peintre français (° 22 mars 1851),
- 10 juillet : Hendrik Willem Mesdag, peintre néerlandais (° 23 février 1831),
- 18 juillet : Franz Deutmann, peintre et photographe néerlandais (° 27 mars 1867),
- 20 juillet : Sándor Galimberti, peintre hongrois (° 31 mai 1883),
- 30 juillet : Alexis Lizal, peintre français (° 23 janvier 1878),
- 9 août :
  - Maurice Baud, peintre, graveur et essayiste suisse (° 14 août 1866),
  - Frank Bramley, peintre anglais (° 6 mai 1857),
  - Peter Bücken, peintre allemand (° 16 mars 1830),
- 13 août : Joseph Granié, peintre français (° 18 février 1861),
- 23 août :  Eduardo Dalbono, peintre italien (° 10 décembre 1841),
- 31 août : Louis Tauzin, peintre paysagiste et lithographe français († 21 juillet 1842),
- 15 septembre : Alfred Agache, peintre français (° 29 août 1843),
- 25 septembre : Raoul Servant, peintre français (° 24 juin 1894),
- 29 septembre :
  - Maurice-Edme Drouard, peintre, dessinateur et sculpteur français (° 8 mai 1886),
  - Caroline de Maupeou, peintre française (° 31 décembre 1836),
- 2 octobre : Jean-Bertrand Pégot-Ogier, peintre et dessinateur français (° 7 mai 1877),
- 17 octobre : Luigi Nono, peintre italien (° 8 décembre 1850),
- 19 octobre : Christian Wilhelm Allers, illustrateur, dessinateur et peintre allemand (° 6 août 1857),
- 10 novembre : Louis Nattero, peintre français (° 16 octobre 1870),
- 24 novembre : Gabriel von Max, peintre autrichien né en Bohême (° 23 août 1840),
- 28 novembre : Georges Jordic-Pignon, illustrateur et peintre français (° 5 janvier 1876),
- 4 décembre : Osvaldo Tofani, peintre, aquarelliste, dessinateur, graveur et illustrateur italien (° 18 septembre 1849),
- 6 décembre : Armand Charnay, peintre français (° 7 janvier 1844),
- 11 décembre : Annibale Brugnoli, peintre italien (° 22 février 1843),
- 20 décembre :
  - Achille Chainaye, sculpteur et journaliste belge (° 26 août 1862),
  - Eugène Courboin, illustrateur et peintre français (° 20 décembre 1851),
  - Luigi Crosio, peintre italien (° 1835),
- 27 décembre : Pierre-Nicolas Euler, peintre français (° 12 janvier 1846),
- ? :
  - Angelo Torchi, peintre italien macchiaiolo (° 17 décembre 1856),
- Vers 1915 :
- Eugène Pospolitaki, peintre russe (° 1852).